# Sideroxylon alachense
Sideroxylon alachense är en tvåhjärtbladig växtart som beskrevs av Loran Crittenden Anderson. Sideroxylon alachense ingår i släktet Sideroxylon och familjen Sapotaceae. Inga underarter finns listade i Catalogue of Life.